# Râul Capu
Râul Capu este un curs de apă, afluent al râului Cheia. 